# Joaquín Cabot Rovira
Joaquín Cabot Rovira (Barcelona, 1861 - Barcelona, 1951) fue empresario de la orfebrería, financiero, escritor y político español. Es un claro exponente de la burguesía catalana que contribuyó al desarrollo social, político y cultural de Cataluña.

## Biografía

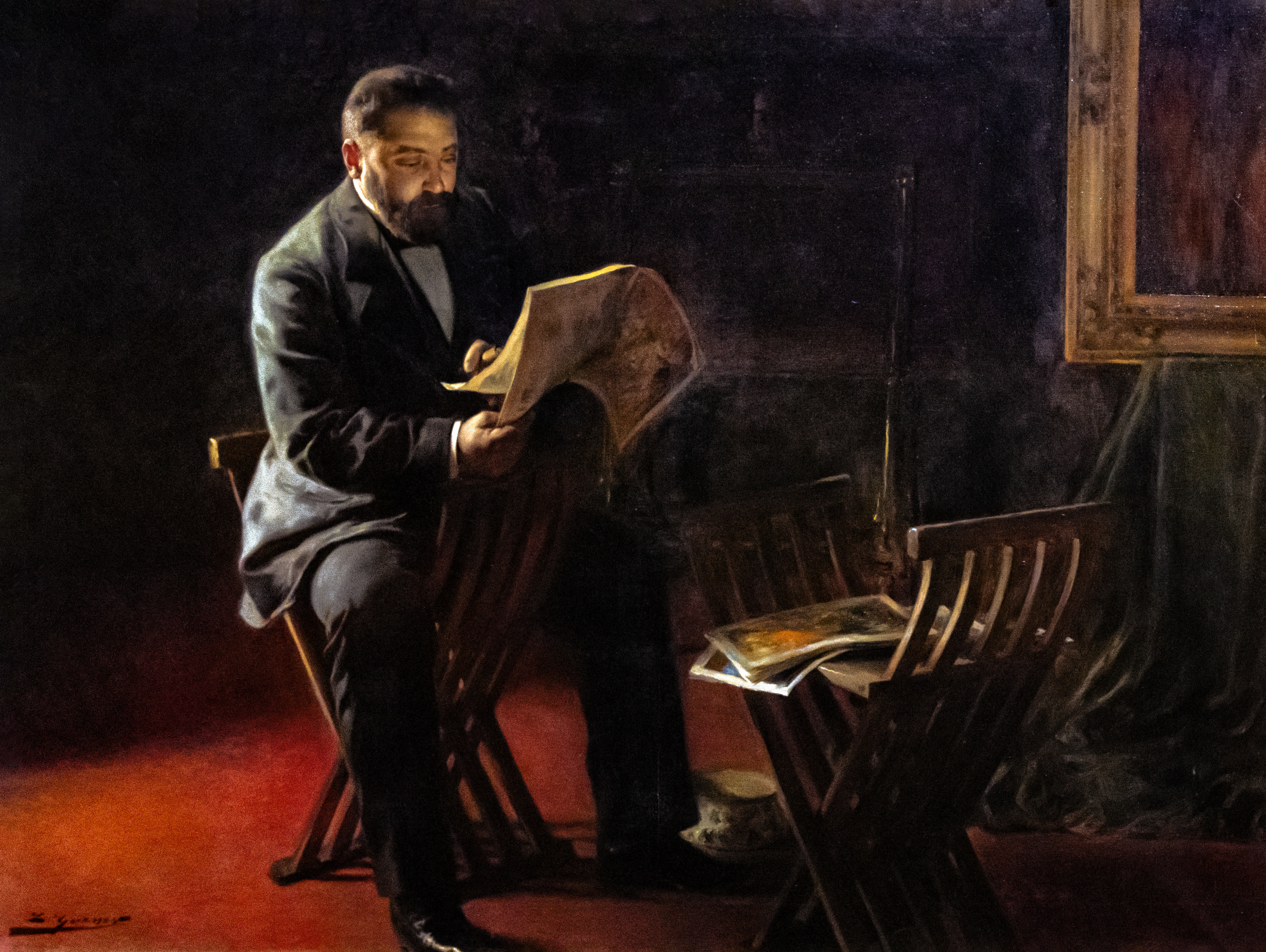
Cabot visto por Luis Graner (MNAC).

Hijo del orfebre Francisco Cabot Ferrer, su familia era de Mataró y tenían una tienda cerca de la plaza del Palau, en la calle Ferran. Consiguió una sólida posición financiera y fue presidente de las principales asociaciones económicas y culturales de Barcelona: Banco Comercial de Barcelona, Metro Transversal, Tívoli, Cinaes, Feria de Barcelona, Cámara Oficial de Comercio y Navegación (1921-1924), Centro Excursionista de Cataluña (1899), y sobre todo del Orfeón Catalán (1901-1935). Durante su presidencia del Orfeón Catalán fue construido el Palacio de la Música Catalana (1908) y fundada la Revista Musical Catalana (1904).
Durante el suceso del Cierre de cajas (1899), fue uno de los que fue a la prisión. En 1924, a los pocos meses de haberse iniciado la dictadura de Primo de Rivera, dimitió como presidente de la Cámara de Comercio y en su discurso, censurado, habla de «una profunda decepción». Cuando estalló la Guerra Civil se quedó en Cataluña, en Viladrau, un el lugar donde vivió, tranquilo. 
Intervino como secretario a los Juegos Florales de Barcelona de 1888 y como mantenidor en 1889. Como político, formó parte del grupo de Prat de la Riba, Jaime Carner o el joven Francisco Cambó, que se habían separado progresivamente de la Unión Catalanista —abstencionista, idealista y contraria a participar en la política de España— de Ángel Guimerá, Pere Aldavert, etc. Militó en la Liga Regionalista. Fue diputado provincial en 1911 y colaboró en la creación de la Mancomunidad de Cataluña. 

## Colaboraciones
Escribió en varias revistas como La Renaixença con el pseudónimo de Dr. Franch, en la Ilustración Catalana, que él financió, y en la Revista Musical Catalana. Fue director fundador de La Veu de Catalunya (1899). Cultivó también la faceta de traductor de manera esporádica. Publicó De fuera casa (1898), En caliente (1900), Narraciones de viaje y un libro de recuerdos, o el libro de poesía El canto del cisne (1938). En este último libro escribe: 

Setenta y seis primaveras, que por mí no volverán, ni volverán por mi patria que desde el nacer he estimado tanto.
Joaquim Cabot

Ganó, además, el premio de la Copa Artística a los Juegos Florales de Barcelona de 1924 con la narración Una noche al desierto.
Encargó al arquitecto José Vilaseca el proyecto de las Casas Cabot, edificadas entre los años 1901 y 1904 en la calle Roger de Lauria, 8-14, de Barcelona.